# Web Open Font Format
Web Open Font Format (WOFF) – format czcionki do wykorzystania na stronach internetowych opracowany w 2009 roku. W3C opublikowała WOFF jako projekt roboczy 27 lipca 2010.
Format otrzymał wsparcie głównych producentów czcionek i został wprowadzony do przeglądarek Mozilla Firefox 3.6, Google Chrome 6 oraz Opera 11.10. Microsoft wprowadził pełną obsługę WOFF do przeglądarki Internet Explorer 9 od wersji Platform Preview 3. Obsługa WOFF została dodana do silnika Presto 2.7, wykorzystywanym przez Operę. Przeglądarka Safari obsługuje czcionki WOFF od wersji 5.1 w systemie Mac OS X 10.7.